# La Puda de Montserrat
La Puda o La Puda de Montserrat és un antic balneari d'Esparreguera (Baix Llobregat) inclòs en l'Inventari del Patrimoni Arquitectònic de Catalunya. Està situat a la vora esquerra del riu Llobregat, tot just passat el Congost del Cairat, i des del 18 de març de 1868 pertany a la parròquia de Santa Maria d'Olesa de Montserrat.

## Arquitectura

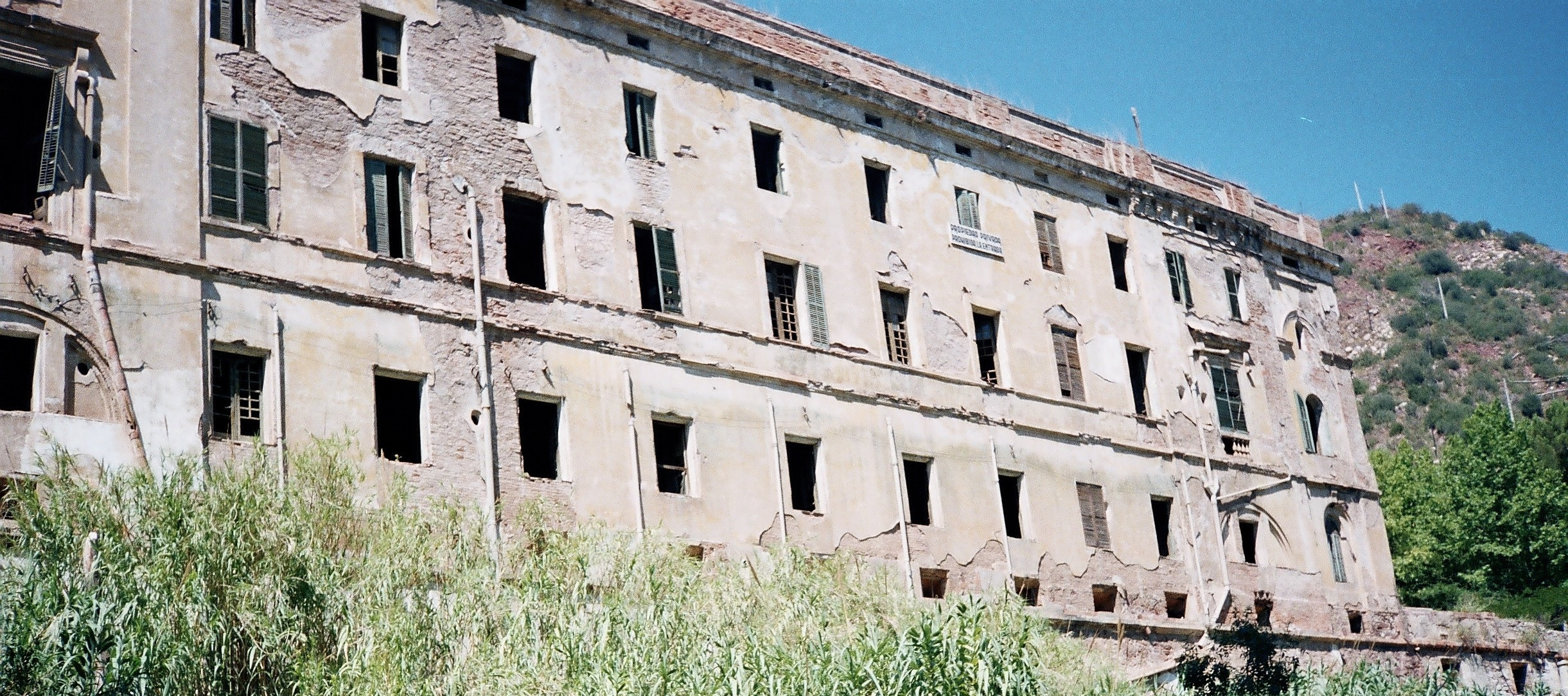
Vista de l'edifici principal d'habitacions l'any 2001. Les petites finestres inferiors corresponen a la galeria de banys.

La Puda és un edifici de grans dimensions, constituït per diversos cossos, i construït amb maó. El cos principal té planta baixa, dos pisos i un pis inferior. Unit a aquest, hi ha altre edifici, de forma semicircular, que es compon de planta baixa, dos pisos i golfes. A continuació hi ha un altre edifici de planta baixa i dos pisos i, per acabar, encara un altre cos de només planta baixa. A la façana es poden distingir elements classicistes: la simetria i l'austeritat del conjunt, les pilastres d'estil jònic, el parament encoixinat i el ritme de les obertures exteriors.
Pel que fa a l'interior, la planta baixa estava destinada al balneari pròpiament dit i a zona d'esbarjo i els serveis (administració, menjadors, cuina, capella); les plantes superiors corresponien a les habitacions dels banyistes. La gran galeria de banys, està formada per un corredor central amb cubícles o habitacles a banda i banda. Cada habitació consta d'una banyera de marbre i un agafador amb enrajolat fins a mitjana alçada de color groc i blanc. El conjunt constitueix una nau de notable alçada amb una estructura d'arcs que sosté una volta cilíndrica correguda al llarg de l'edifici. Aquesta alçada permet de foradar la part superior amb unes llunetes que donen ventilació i llum natural, necessària atès que els vapors d'aigua sulfurosa podien acumular-se en el local. La il·luminació zenital reforça la imatge de temple de salut donat per la disposició de les tres naus allargades.
Un notable conjunt situat a la vora esquerra del Llobregat, d'arquitectura neoclàssica, fragment d'un projecte més ambiciós. S'organitza a partir d'un eix del qual se'n va construir sols una part de planta baixa i dos pisos. Sobre l'antiga galeria de banys, un cos amb habitacions articulat amb un nucli d'escales i ascensors dona pas a una part circular, amb més habitacions, que acaba en el cos central on se situen els salons, restaurants, menjador i bar. Una estructura d'arcs i voltes configura una important galeria de banys. A l'extrem de la construcció es conserva part de la capella.

## Les aigües

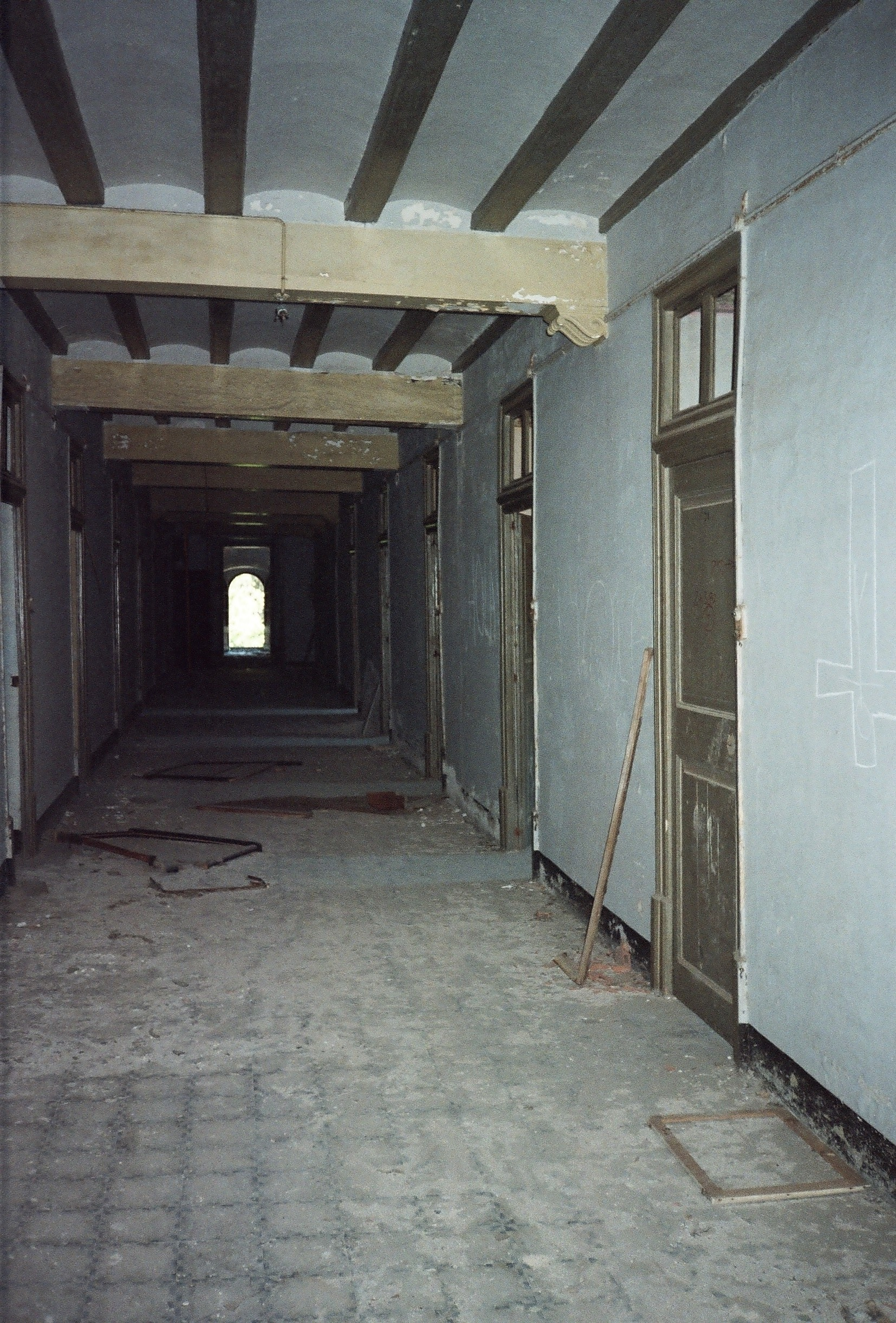
Segona planta de l'edifici principal d'habitacions. El d'obra més antiga i el que es conserva en millor estat estructural. Actualment, l'accés a aquesta planta és gairebé impossible, ja que el sòl del distribuïdor de l'escala es troba totalment ensorrat.

L'establiment estava situat a la mateixa riba del Llobregat, on des del segle xviii, arran d'un terratrèmol, brollaven aigües sulfuroses. La primera referència històrica, però, data del 1818, quan el doctor Salvador feu la primera anàlisi química de les aigües.
El territori on sorgeixen les aigües es troba en la falla prelitoral inversa que fa cavalcar els materials triàsics sobre el Terciari (Paleocè i Eocè) de la Depressió Central. És la mateixa situació geològica en què es troben altres balnearis catalans situats a la serralada prelitoral, com ara la Garriga, Caldes de Malavella o Caldes de Montbui. La presència dels aqüífers està directament relacionada amb l’existència d’una falla que connecta la deu profunda d’aigua termal amb la superfície, permetent així l’ascensió de les aigües. Diferents estudis expliquen que les aigües hi van brollar a causa del terratrèmol de Lisboa del 1755, que va afectar també Catalunya.
Aquestes aigües, de naturalesa sulfurosa-sòdica, brollen a una temperatura de 32 °C i es calcula el seu cabal actual en uns 4 litres per segon, que s'aboquen directament al riu Llobregat. Els seus principals elements són: sulfats, bicarbonats, clorurs, sodi i calci. Les aigües van començar a ser usades amb finalitats medicinals l'any 1818, tot i que se sap que al segle xviii alguns malalts es banyaven en els «clots de fum» (forats naturals de surgència de les aigües); i és molt probable que abans i tot ja se'n conegués l'existència i hi hagués gent que ja s'hi banyés. El cas, però, és que el 1818 el govern va nomenar Antoni Coca per a la plaça de metge de la Puda: un càrrec de metge funcionari que havia de controlar l'ús i l'aplicació de les aigües.
Diversos estudis asseguren que aquestes aigües són beneficioses contra problemes dermatològics, la psoriasis o l'artritis, entre d'altres. També són beneficioses per a afeccions respiratòries. Un fulletó publicitari del 1930 les recomanava per a una àmplia gamma de malalties:«malalties de l’aparell respiratori i de la pell, reumatisme, ciàtica, lumbàlgia, processos nassals i de la faringe, laringitis, hipertensió i convalescències», a més de recomanar l'estada com a lloc de «cura, plaer, repòs i turisme». I un estudi de P.M. Rubió hi afegeix, encara, la recomanació per a l'asma i les afeccions ginecològiques.
Una característica específica de l'aigua de La Puda de Montserrat és que porta un llot residual (un sediment) que també es va arribar a aprofitar com a medicació tòpica per a malalties de la pell, i que Arnús va anomenar Olesina.
L'any 1829 es varen començar a construir dos edificis de banys, a cadascuna de les dues ribes del Llobregat, aprofitant les dues surgències d'aigua termal a banda i banda del riu, sota la direcció facultativa del metge Antoni Coca i Rabassa, el qual s'havia associat amb Salvador Garriga, un sastre d'Esparreguera, per a tirar endavant el projecte de construir un petit balneari.

## Construcció

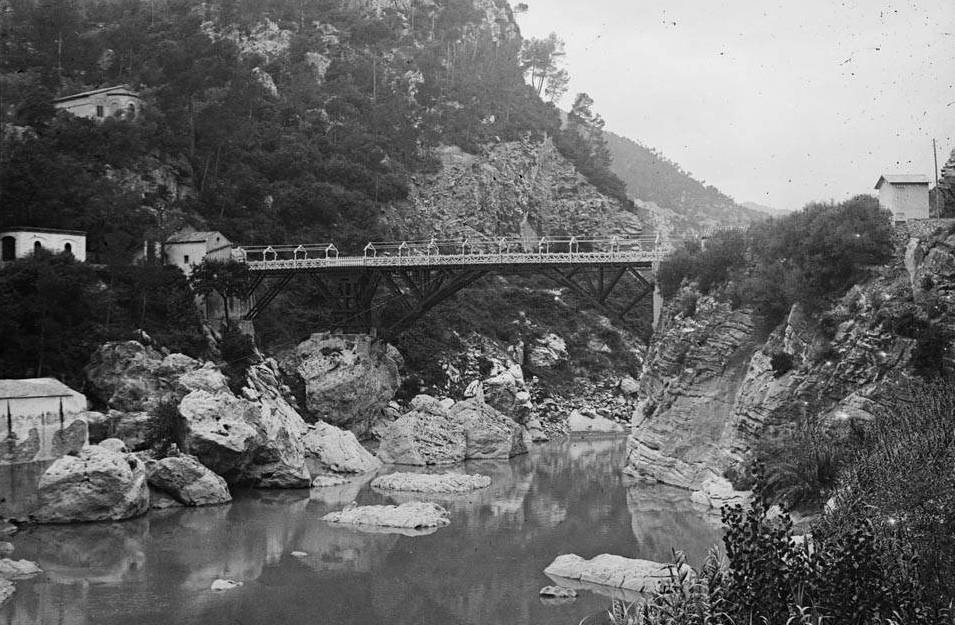
Pont sobre el riu Llobregat per arribar al balneari (imatge d'entre 1880 i 1926)

Efectivament, el 1829 es concedeix a Salvador Garriga d'Esparreguera el permís d'obres de dos edificis de banys a cada vora del riu, després que aquest hagués comprat els terrenys a dos pagesos de la zona: Joaquim Pedrosa i Magí Tobella. A causa de la falta de diners, Garriga se suïcidà l'any 1831, i el seu germà Pau continuà les obres, associat amb Francesc Castells i Francesc Pedrosa. L'any 1834 els edificis ja estaven en ple funcionament: eren unes instal·lacions senzilles (que acollien al seu interior les surgències d'aigua) i els malalts i banyistes s'allotjaven a les masies properes. El 1839 es fan càrrec de les aigües F. Pedrosa i F. Castell de Pons. Les riuades del riu Llobregat de 1842 i 1843 inundaren i arrasaren els dos edificis construïts. L'alçada tant summament baixa a què brolla l'aigua mineral (al nivell del riu) va impedir que els edificis es poguessin construir a gaire més altura, cosa que va provocar la seva destrucció amb la riuada. És aleshores quan una societat d'accionistes projectarà l'edificació d'un nou edifici. En efecte, el 12 de març de 1845, el psiquiatre Antoni Pujadas i Mayans (director de l'Hospital Mental de Sant Boi de Llobregat) va completar la compra dels dos edificis i dels terrenys del balneari de la Puda, amb la col·laboració del comerciant Josep Oriol Negrevernis, amb l'objectiu de renovar les instal·lacions, crear un nou balneari i un nou manicomi, i donar entrada a altres socis. El 1845 es creà, doncs, la Sociedad de aguas de la Puda. I el 1846, l'arquitecte Josep Oriol i Bernadet, va fer el projecte d'un gran conjunt balneari. Però les previsions de negoci no es van complir, en part degut a la dificultat d'accés al balneari, ja que les faccions carlines feien insegurs els camins. Van sorgir molts conflictes entre els socis, fins que la societat va ser finalment liquidada. Fou el 1856 que la societat va fer fallida i tornà a passar als anteriors propietaris, però les obres van continuar endavant. El 1858 s'anuncia al Diario de Barcelona la reobertura, ara amb les noves instal·lacions. El 1840 figuren com a propietaris la Societat d'Acc. Muntaner-Torra Clapes i Almirall; mentre que el 1880 figuren com a propietaris els senyors Croses i Garriga.
El fet de la poca alçada respecte del riu també ha afectat els edificis actuals, ja que en diverses ocasions han sofert les envestides del riu.
L'edifici actual és de la segona meitat del segle xix i es conserva dret però abandonat i en estat ruïnós. Al seu moment, segons el projecte de 1846 de l'arquitecte Josep Oriol i Bernadet, havia d'esdevenir un dels balnearis més grans d'Europa; però només es realitzà l'ala esquerra de tot el complex previst. De totes maneres, en destaca la galeria de banys, als soterranis de l'edifici, amb un conjunt d'arcs i voltes pensats per a ventilar l'espai dels vapors de l'aigua termal. El 1858, al costat de l'establiment balneari, es va construir un pont de fusta sobre el riu Llobregat segons un projecte de l'arquitecte Elies Rogent, que enllaçava la Puda amb el camí d'Esparreguera. Un altre camí enllaça amb Olesa, i el 1922 el balneari va tenir una estació de ferrocarril pròpia de la nova línia Martorell-Manresa Alta, de la Companyia General dels Ferrocarrils Catalans (CGFC).
El balneari comptava amb 80 habitacions on es podien allotjar fins a 250 persones; i els visitants que no hi cabien, anaven a l’hotel Gori d’Olesa. El balneari de La Puda gaudia de totes les comoditats de l’època: restaurant, perruqueria, ascensor, telèfon, cinema, biblioteca, saló de reunions, una galeria per a l'orquestra, capella per a 300 persones, metges i tractaments mèdics. I oferia diversos serveis: banys de cinc tipus, dutxes termalitzades i fredes, irrigacions, inhalacions, vaporitzacions, i massatges i aplicacions tòpiques. Dels llots que es formen en aquestes aigües sulfuroses, se’n feia un sabó de molta qualitat, i fins i tot es va arribar a comercialitzar l’aigua tot i que, un cop envasada, aquesta perd ràpidament totes les seves propietats medicinals.

## Esplendor i decadència
El balneari es va edificar el 1870 i es va anar ampliant durant les dues dècades següents. El seu moment d'esplendor va ser a finals del segle xix i principis del segle xx, quan es posà de moda entre la burgesia barcelonina, que s'instal·lava a l'hotel Gori d'Olesa, construït expressament per acollir els visitants, amb el qual l'unia un servei permanent de diligències. Aquest hotel és actualment l'edifici de l'Ajuntament d'Olesa.
L'aigua de la Puda es va arribar a vendre a Barcelona (a partir del 1905), embotellada, i la mateixa reina Isabel II en va consumir (sota prescripció dels seus metges, se li enviava a Madrid o on es trobés). Alguns escrits apunten que va arribar a visitar el balneari, però aquest extrem no està confirmat. Les ampolles, de tres quarts de litre, indicaven a l'etiqueta que s'havien de conservar en posició horitzontal i que, abans de beure'n l'aigua, s'havia d'escalfar a 30°C.
Per la Puda van passar personalitats conegudes, com els literats Jacint Verdaguer (hi va ser el 1874) i Narcís Oller (els anys 1890). També hi van passar alguns nobles i autoritats militars, així com Routereau, metge francès membre de la Societat Hidrològica Mèdica de París. Tot i la freqüentació per part de l'aristocràcia, les dades indiquen que la major part de la clientela pertanyia a una classe mitjana més modesta. Se sap que a primers del segle xix els pobres i els militars podien accedir-hi gratuïtament, encara que en els registres anuals hi consten molt pocs clients admesos com a pobres.
L'estada a la Puda també oferia moltes activitats. Els estadants disposaven d'una sala de ping-pong, d'una pista de tennis i d'un frontó. A més, podien practicar la pesca al riu i participar de les sortides i caminades organitzades pels voltants (Montserrat, Sant Salvador de les Espases, etc.). Al magnífic saló s'hi festejaven igualment revetlles d'estiu i diferents actes. I cada any se celebrava la Festa Major, en la qual no faltava la missa a la capella dedicada a Nostra Senyora de la Puda de Montserrat.
Durant la Guerra Civil, la Puda va acollir «més de 500 refugiats, estant molt per sobre de la seva capacitat màxima». Segons altres fonts, haurien estat uns 800 refugiats.
El 1958 es va tancar definitivament el balneari, després d'haver patit una nova riuada. Segons la historiadora Gemma Estrada, els motius són diversos: «era l’època en què s'havia posat de moda el turisme de sol i platja, i els balnearis d’interior s'havien anat buidant», diu. «A més, els ciutadans ja apostaven més per les pastilles que no pas pels banys d’aigües medicinals i les instal·lacions eren cares de mantenir», conclou.
Del 1964 al 1972, un empresari d'Olesa Joan Dalmases) que havia comprat els edificis, va intentar donar-los una nova vida fent-hi un restaurant, que també va acabar tancant. El restaurant es va instal·lar en l'antic saló-menjador, i funcionava durant la temporada de la Passió d'Olesa. La capella, al seu torn, servia per a celebrar-hi comunions i casaments.
El 1971 patí moltes destrosses per una crescuda del Llobregat. I també ha patit nombroses espoliacions, destrosses, i robatoris importants.
A principis dels anys 1980, l'edifici era d'un fabricant olesà que tenia pensat de reconvertir-ho en un hotel.
Abans dels Jocs Olímpics de Barcelona, un nou propietari tenia intenció de rehabilitar-lo, però el projecte no va prosperar. L'any 2000 es va posar a subhasta, i el 2001 va passar a mans de l'actual propietària, Olga Farré i Trenzeleva, que hi volia fer «alguna cosa com una clínica» o fer-hi un establiment ««més popular» (posant l'exemple del centre lúdic Magma de Santa Coloma de Farners), tot i que reconeixia la dificultat per a trobar els inversors necessaris. L'Ajuntament d'Esparreguera es mostrava disposat a col·laborar, sempre depenent del projecte.
El 2017, l'actual propietària confessava al diari Regió7 que «es necessiten 20 milions d’euros». Encara no els ha aconseguit i La Puda segueix degradant-se i es manté en estat ruïnós. Segons l'economista Sílvia Holgado, «és complicat que el negoci pugui reflotar-se. Des de la construcció de la C-55, l’entorn ha perdut tot l’encant», diu. Però si es recuperés, l’experta té clar que «s'hauria de vincular amb la marca Montserrat i amb la pràctica del mindfulness», que està fent fortuna dins del wellness.

## La Puda en les arts
A mitjans de la dècada dels 1990, el cantant Nacho Cano va escollir el balneari de la Puda per a rodar el vídeo-clip de la cançó El Patio, on apareixia, entre d'altres, Penélope Cruz. Deu anys més tard, La Puda també acolliria durant un cap de setmana una festa rave, amb l'assistència de més de 2.000 persones. La Puda també apareix al vídeo musical de la cançó Heart of Soul (1992) del grup britànic The Cult. A la novel·la juvenil La clau d'aigua, de Pere Tobaruela, el balneari de la Puda abandonat és un dels escenaris on passa l'acció. L'any 2017 es va rodar íntegrament a la Puda la pel·lícula Maldición dirigida per Alberto Noriega, amb els actors Jordi Guasch, Toni Galván, Eugenio Fernández i David Ayén.

## Galeria d'imatges

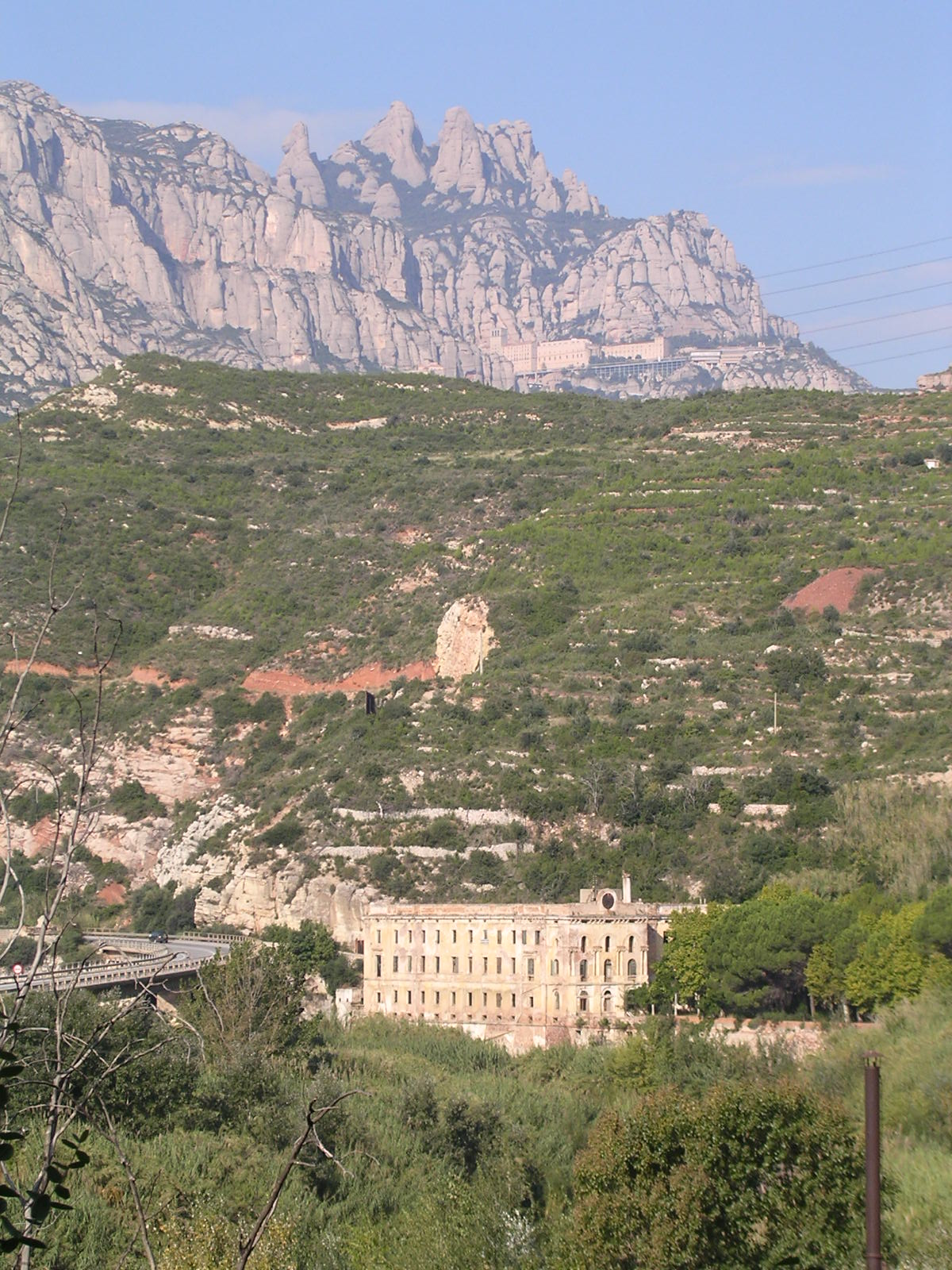
La Puda Octubre 2003
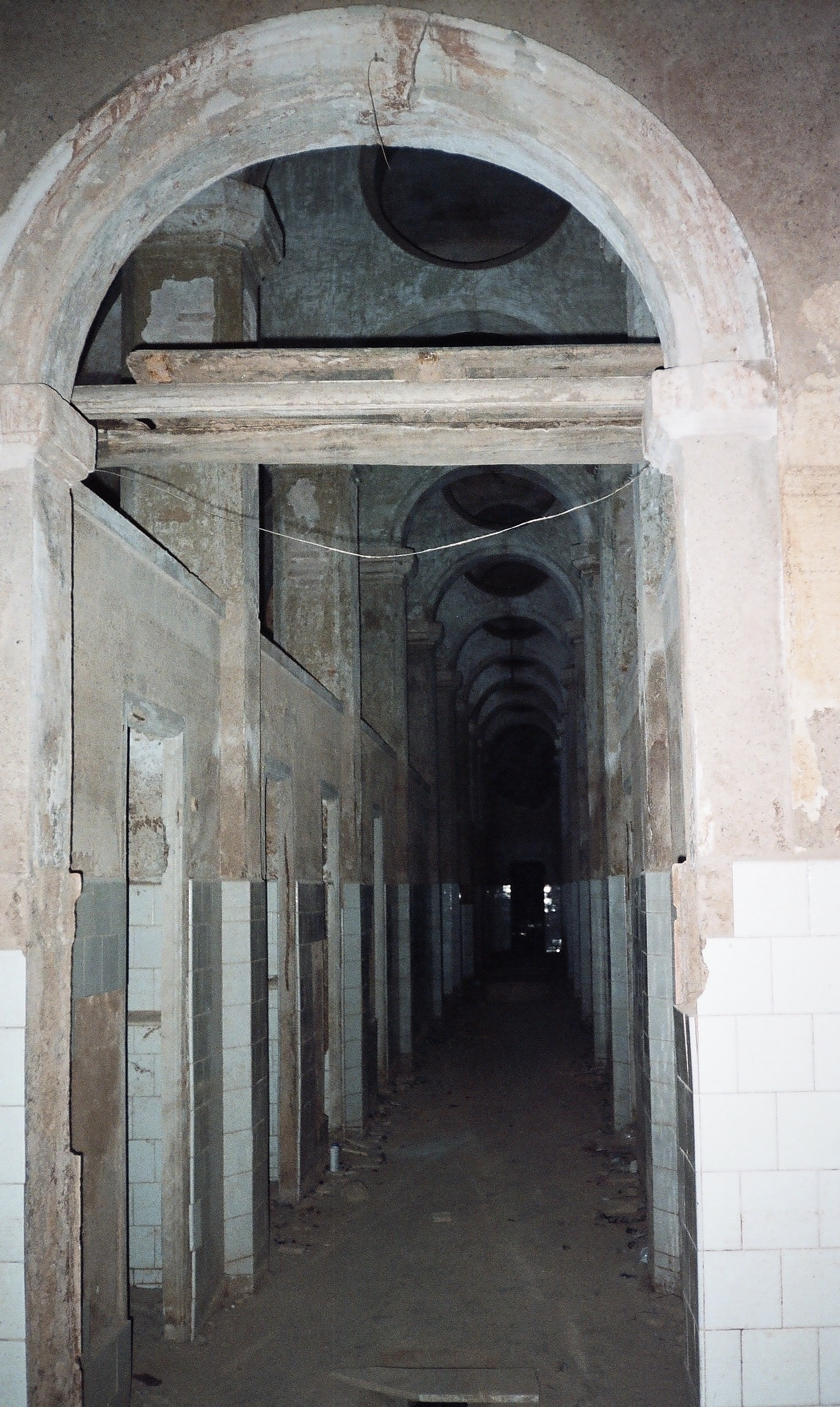
Galeria de banys.
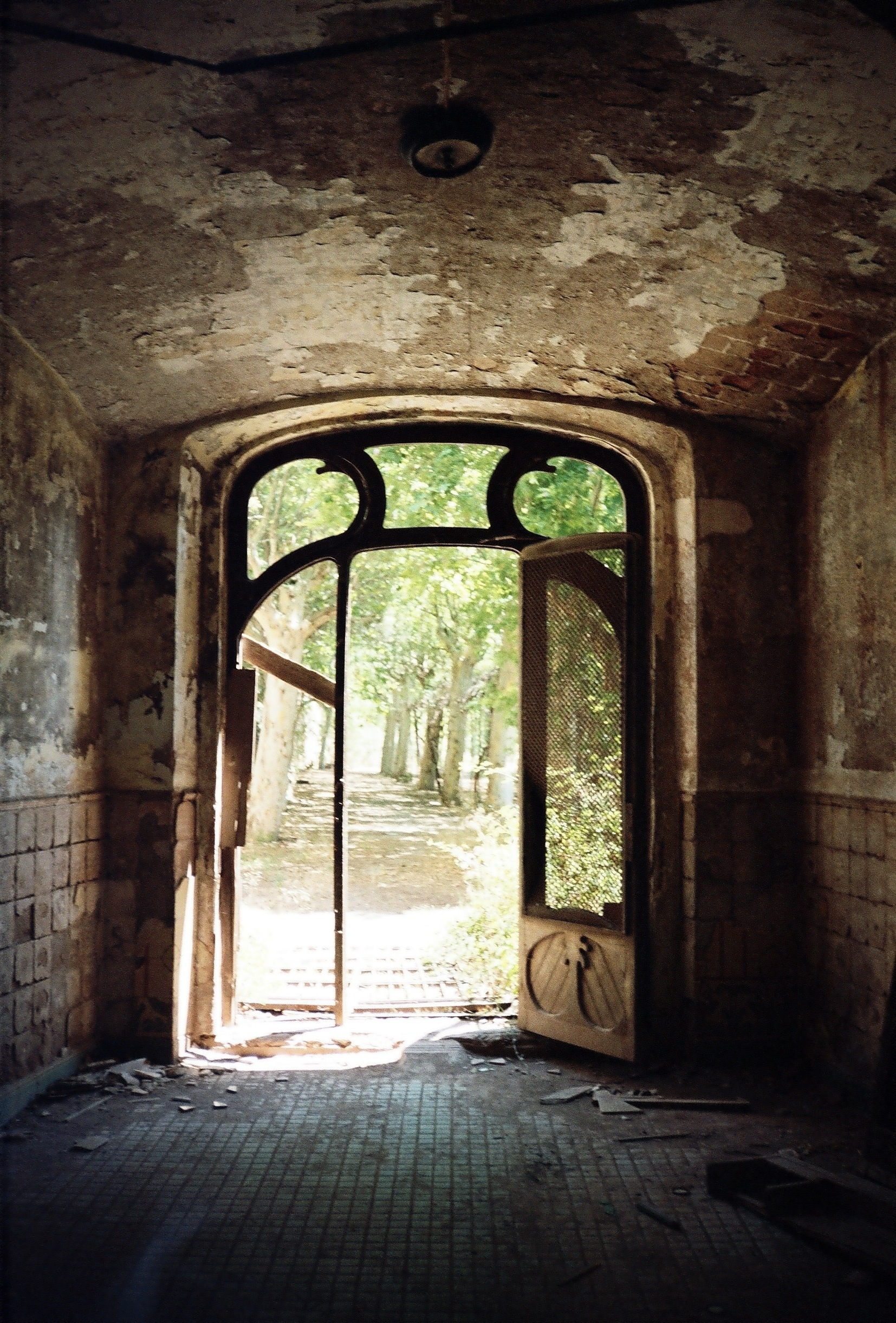
Porta principal d'entrada.
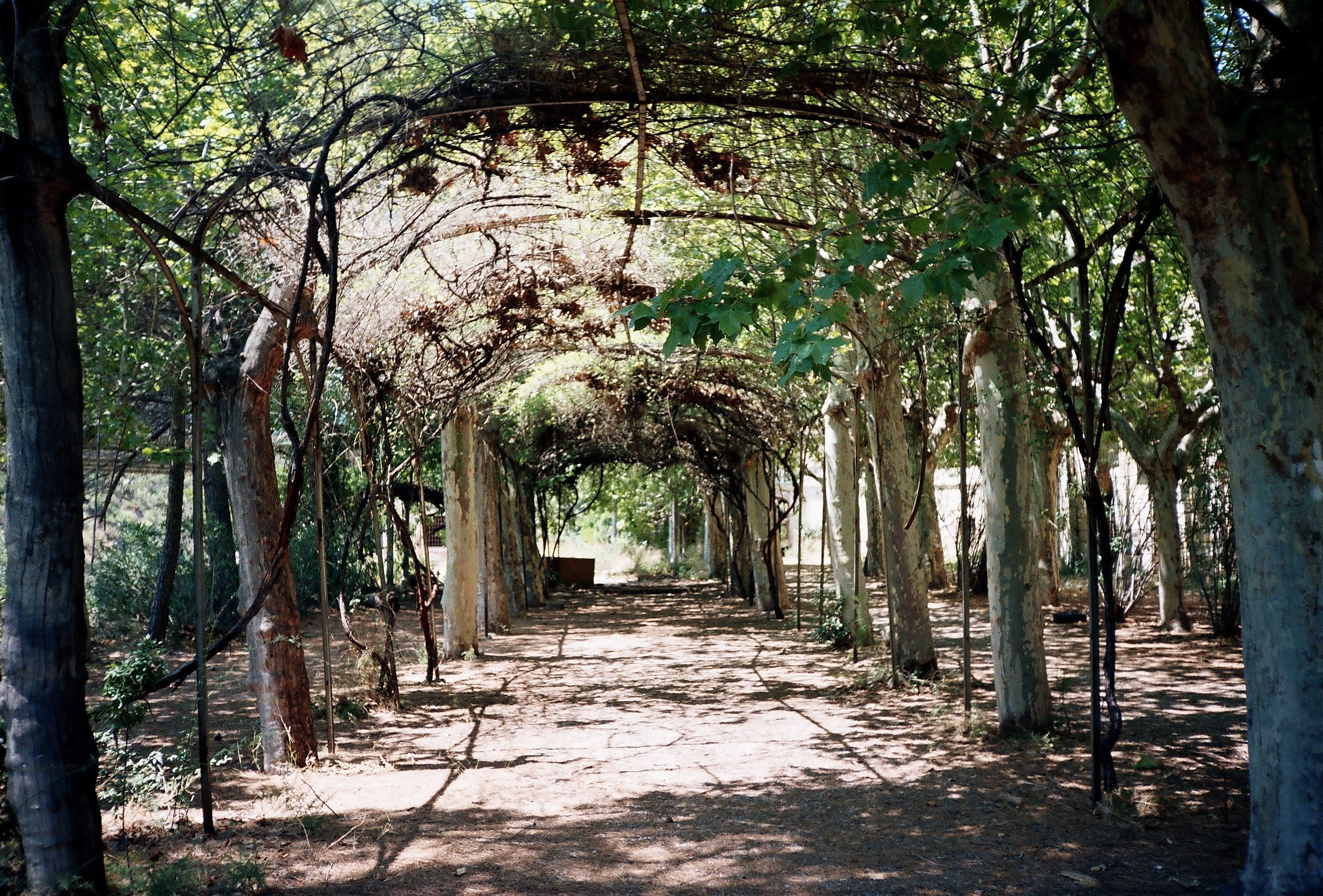
Benvinguts.
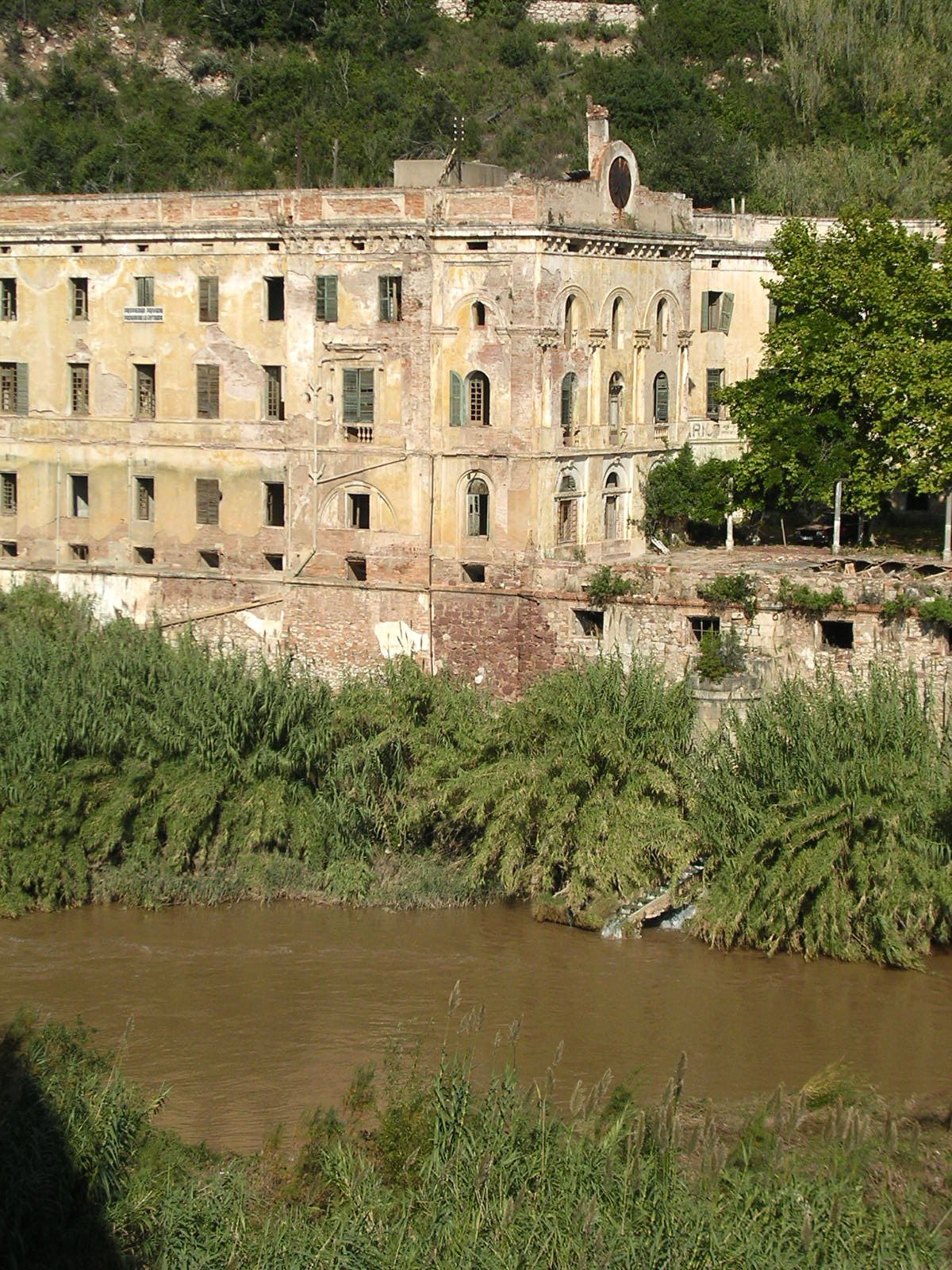
La Puda Abril 2007
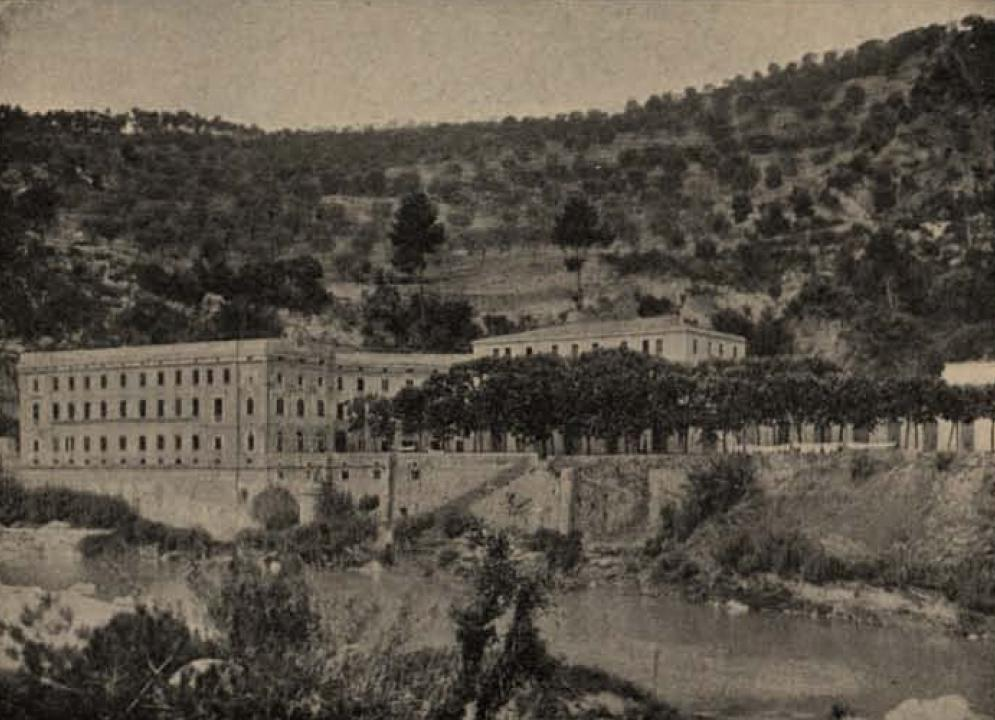
La Puda a principis de segle XX

## Vegue també
- Balneari de la Font Pudosa
- Font Puda (Solsona)
- La Puda de Francolí